# Georges Wambst

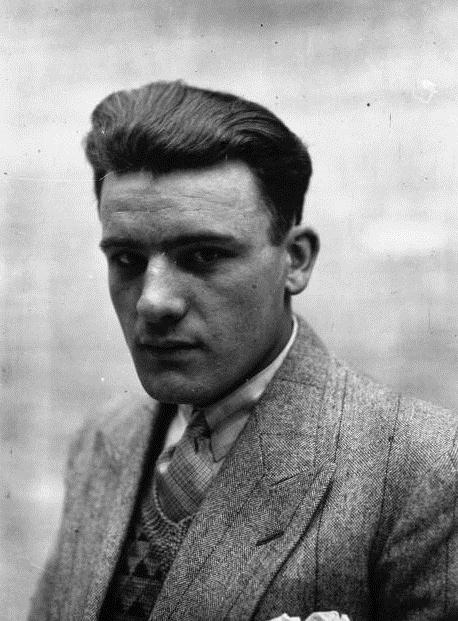
Georges Wambst.

Georges Wambst, född 21 juli 1902 i Lunéville, död 1 augusti 1988 i Raon-l'Étape, var en fransk tävlingscyklist. Han var på 1920-talet en av världens bästa sexdagarscyklister. Han var bror till Auguste och Fernand Wambst.
Wambst placerade sig som amatör på åttonde plats i landsvägsloppet vid Olympiska sommarspelen 1924 och vann guldmedalj i lag. Som professionell vann han bland annat Paris sexdagars 1926 och 1928, bägge gångerna med Charles Lacquehay som partner.